# إيمانويل ريفا
إيمانويل ريفا (بالفرنسية: Emmanuelle Riva)‏ (24 فبراير 1927 - 27 يناير 2017)، ممثلة فرنسية.
ولدت إيمانويل ريفا في عام 1924 في فرنسا إيمانويل من عائلة عمالية متواضعة عملت ريفا في صغره خياطة.

## الترشيحات والجوائز
تمت ترشيح ريفا لجائزة أفضل ممثلة في جائزة الاوسكار لدورها في الفيلم الفرنسي الحب (فيلم)

## وصلات خارجية
- إيمانويل ريفا على موقع IMDb (الإنجليزية)
- إيمانويل ريفا على موقع روتن توميتوز (الإنجليزية)
- إيمانويل ريفا على موقع مونزينجر (الألمانية)
- إيمانويل ريفا على موقع قاعدة بيانات الأفلام العربية
- إيمانويل ريفا على موقع ألو سيني (الفرنسية)
- إيمانويل ريفا على موقع ميوزك برينز (الإنجليزية)
- إيمانويل ريفا على موقع تيرنر كلاسيك موفيز (الإنجليزية)
- إيمانويل ريفا على موقع أول موفي (الإنجليزية)
- إيمانويل ريفا على موقع قاعدة بيانات الأفلام السويدية (السويدية)
- إيمانويل ريفا على موقع ديسكوغز (الإنجليزية)
- Emmanuelle Riva at NewWaveFilm.com